# Chiesa di Santa Maria Maggiore (Amalfi)
La chiesa di Santa Maria Maggiore, chiamata anche chiesa Nuova, è una chiesa ubicata ad Amalfi.

## Storia
La chiesa venne edificata nel 986, a forma di croce greca, per volere del duca Mansone I, come riportato su due capitelli posti all'ingresso. Successivamente, nel 1125, divenne di patronato della famiglia Docebele: alla fine del XII secolo, precisamente nel 1161, venne restaurata e consacrata; nello stesso periodo fu edificato anche il campanile, in stile moresco.
Nel 1607 la chiesa venne totalmente ristrutturata cambiandone anche la forma: durante questi interventi venne scoperto nei sotterranei un cimitero con archi e nicchie, oltre al ritrovamento di un sigillo in piombo del vescovo Mastalo con un'incisione dedicata a sant'Andrea; nello stesso periodo lavori di manutenzione si ebbero anche al campanile. Nel 1625 divenne sede dell'oratorio di San Filippo Neri: in tale occasione assunse la denominazione di chiesa Nuova, in onore di quella romana; nel 1777 il sagrato antistante fu interessato dalla costruzione dell'oratorio dell'Addolorata. Nel XVIII secolo fu decorata in stile barocco, alternandone l'aspetto originario.
All'inizio del XX secolo fu abbandonata e restaurata agli inizi del XI secolo, per essere riaperta al culto con rito bizantino.

## Descrizione
La chiesa si trova in uno stretto vicolo ed è separata dall'edificio antistante tramite archi: la facciata si presenta con tre archi inseriti uno nell'altro, a formare una sorta di vestibolo che ospita il portale d'ingresso; il resto della facciata non presenta aperture.
Internamente la chiesa è a tre navate, divise tramite tre arcate, di cui le prime due a sesto pieno e la terza ad arco ribassato: la navata centrale è di maggiori dimensioni, con volta a botte lunettata e termina con un'abside di forma trapezoidale, mentre le due navate laterali, con volta a crociera e divise in tre campate, hanno absidi più profonde rispetto a quella centrale ma terminano rette. Il presbiterio è ospitato nell'area absidale della navata centrale e custodisce un altare in marmo del XVIII secolo, mentre altri due altari in marmo sono posti sul fondo delle due navate. Sulla controfacciata insiste la cantoria, che poggia su due colonne in marmo. La pavimentazione è in ceramica smaltata decorata con disegni geometrici ottagonali dai colori azzurro e amaranto su fondo bianco, mentre lungo il perimetro il disegno è a rombi; in alcune zone il pavimento è in cotto. Oltre all'ingresso centrale si accede anche dalla navata destra, mentre al centro della navata sinistra è l'ingresso alla sacrestia, di forma quadrata, la quale è caratterizzata sul fondo da una rientranza nel muro, ad arco, all'interno della quale si apre una finestra.
Il campanile può essere considerato come modello per quello del duomo. Sorge sulla navata sinistra e si innalza per due livelli: il primo è a pianta quadrata senza aperture, mentre il secondo è pianta circolare con monofore a tutto sesto, sormontato da quattro torrette poste agli angoli; si conclude con una corona nella quale si aprono otto oculari e una cupola conica.